# Santuari de Montgarri
El Santuari de Montgarri és un santuari a Montgarri al municipi de Naut Aran (Vall d'Aran) inclosa en l'Inventari del Patrimoni Arquitectònic de Catalunya.

## Descripció
EL santuari de Montgarri, situat a l'extrem NE de la Vall, vora la Noguera Pallaresa, és format per l'església construïda el segle xvi, que té al costat diverses edificacions corresponents a l'antic hospital, la rectoria i la casa de l'administrador del santuari. La fundació del santuari sembla que remunta a principis del segle xii.

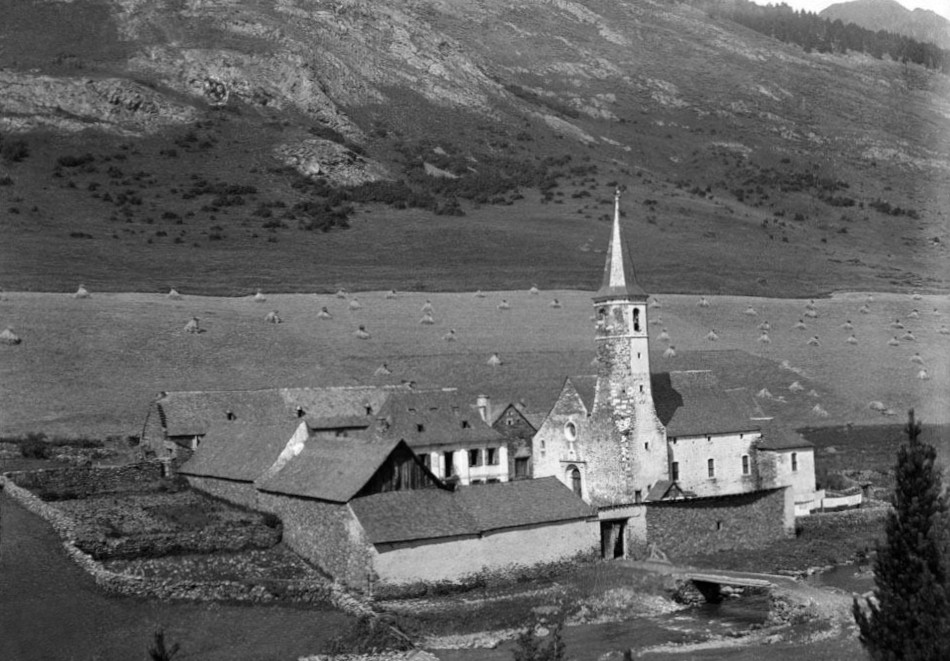
El santuari de Montgarri tal com era el 1902

Se situa a la dreta de la Noguera Pallaresa (1652m d'alt) i en una important cruïlla de camins: port de Beret, que enllaça amb les valls del Pallars Sobirà pel sector d'Isil, i sota els ponts que enllacen amb Arièja. Amb el temps vora el santuari s'hi bastiren edificis amb una missió d'hospital de muntanya, que equivalia a refugi de transeünts i de gent necessitada. Sembla que entre el segle xvi i segle xvii el comú de Gessa, amb els diners de la venda del terme, bastí l'església, la rectoria adjunta (o casa dels vicaris), la casa dels arrendataris, un hospital o edifici d'apartaments per allotjament dels viatges ("en els grans concursos") i una basta granja amb els corrals per albergar els bestiars propietat del santuari. Tots aquests edificis es disposaven entorn d'una plaça quadrangular, de manera que formaven un conjunt compacte, accessible per un portal que donava directament a la palanca sobre la Noguera Pallaresa. En l'actualitat d'aquelles construccions, a part del santuari, pràcticament només roman en peu l'alberg, una casa de considerables dimensions, de dues plantes amb esvelta teulada, que ha recuperat un cos adossat per la banda de ponent. En la façana sengles fileres d'obertures amb batents de fusta, llevat de les centrals, porta i balcó, que són de fàbrica.
Dins del santuari hi ha una pica baptismal per immersió esculpida sobre un bloc de pedra de granit i de forma prismàtica. El rebuidat interior fa uns 42 cm de fondària; presenta elements decoratius a la cara frontal que consisteixen en una sèrie d'hemisferis distribuïts arbitràriament per la superfície. Seguint el mateix frontal hi ha esculpida una creu llatina d'on sobresurt la figura d'un tors humà.

## Història
La construcció de la primitiva capella data del segle xii. Ha estat un dels centres de devoció més importants de la comarca i rodalia, tant catalanes com del costat francès. L'actual edifici fou bastit al segle xvi encara que hi ha inscripcions vora el portal de 1634, i en el campanar de 1671 i 1695. Punt tradicional de concentració de les ramades del famós Pla de Beret. Són celebracions tradicionals, l'aplec del 15 d'agost i les festes del 2 de juliol (especialment) i 8 de setembre. El santuari depenia de l'arxipreste de Gessa, els capellans administradors s'hi destinaven per torn entre els de Tredòs, Gessa, Salardú, Unha i Bagergue, i l'arxiu parroquial era vinculat al Tredòs, en els llibres del qual consten l'hostaler de Montgarri o bé un matrimoni d'hostes de Montgarri. Al segle xviii era considerat el santuari principal de la Val, amb residència permanent de dos vicaris. Al segle xix, però, ja només hi havia residència temporal.